# スカンツォロシャーテ
スカンツォロシャーテ（伊: Scanzorosciate  ( 音声ファイル)）は、イタリア共和国ロンバルディア州ベルガモ県にある、人口約9,800人の基礎自治体（コムーネ）。

## 地理

### 位置・広がり
ベルガモ県中部のコムーネ。県都ベルガモから東北東へ5kmの距離にある。

#### 隣接コムーネ
隣接するコムーネは以下の通り。
- チェナーテ・ソプラ
- チェナーテ・ソット
- ゴルレ
- ネンブロ
- ペドレンゴ
- プラダルンガ
- ラーニカ
- サン・パオロ・ダルゴーン
- トッレ・デ・ロヴェーリ
- ヴィッラ・ディ・セーリオ

### 地震分類
イタリアの地震リスク階級 (it) では、3 に分類される
。

## 行政

### 分離集落
スカンツォロシャーテには、以下の分離集落（フラツィオーネ）がある。
- Scanzo (sede comunale), Gavarno Vescovado, Negrone, Rosciate, Tribulina